# Show Me Your Soul
Show Me Your Soul è una canzone dei Red Hot Chili Peppers.

## La canzone
Fu distribuita come singolo nel 1990, come parte della colonna sonora del film Pretty Woman. Inoltre fu anche inserita successivamente in What Hits!? (1992). Secondo le info sulla raccolta, la canzone fu scritta da John Norwood Fisher dei Fishbone.

## Video musicale
Per la canzone esiste anche un video musicale, dove i Red Hot Chili Peppers appaiono davanti ad un Bluescreen.